# نارا رهیت
نارا رهیت (انگلیسی: Nara Rohit؛ زادهٔ ۲۵ ژوئیه ۱۹۸۴ یک هنرپیشه، تهیه‌کننده و خوانندگی اهل هند است.
از فیلم‌هایی که وی در آن نقش داشته‌است می‌توان به اسوراها و آقا اینجاست اشاره کرد.